# メイン州の郡一覧

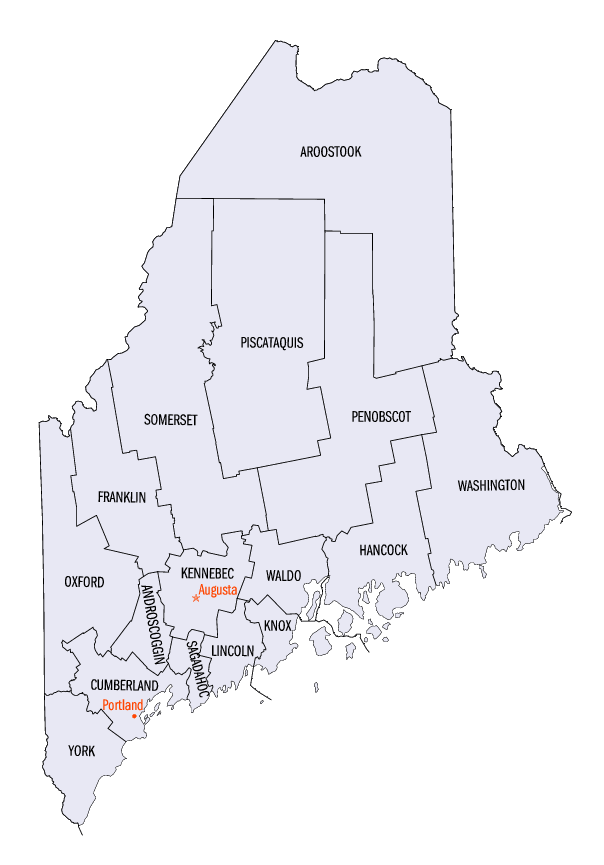
メイン州の郡配置図

メイン州の郡一覧は、アメリカ合衆国メイン州内の郡の一覧である。メイン州内には16の郡がある。

## 歴史
メイン州が州に昇格する以前はマサチューセッツ州の一部であり、メイン地区と呼ばれていた。1820年3月15日、ミズーリ妥協の一部として、メインが州に昇格した。マサチューセッツ州時代に、現在の16郡のうち9郡がその領域を確定していたので、州の歴史より古いことになる。州設立の1820年以降であっても、州の北境界はイギリスとの間に論争が続き、1842年に調印されたウェブスター＝アッシュバートン条約によって決着され、北部の郡も公式の形態になった。アルーストック郡のほぼ全域は論争のあった範囲に入っている。
最初に設立された郡はヨーク郡であり、1652年にマサチューセッツ湾植民地がメイン南部の領有を主張していた地域を治めるために設立した。1860年、ノックス郡とサガダホク郡が設立され、この2郡が最新のものになっている。人口の多い郡は州の南西部、大西洋岸に位置する傾向にある。面積最大の郡アルーストック郡など大型郡はは内陸にある。郡名はイギリス、アメリカおよびインディアンの起源のものであり、植民地以前、植民地時代、また州成立以降の歴史を反映している。
次の一覧はアルファベット順である。また、人口は2020年国勢調査による。

## メイン州の郡の一覧
| メイン州の郡の一覧                | メイン州の郡の一覧           | メイン州の郡の一覧 | メイン州の郡の一覧 | メイン州の郡の一覧 | メイン州の郡の一覧 |
| 郡名                              | 郡庁所在地                   | 設立年             | 人口 （2020年）    | 陸地面積 (km2)     | 地図               |
| --------------------------------- | ---------------------------- | ------------------ | ------------------ | ------------------ | ------------------ |
| アンドロスコッギン郡 Androscoggin | オーバーン                   | 1854年             | 111,139            | 1,218              |                    |
| アルーストック郡 Aroostook        | ホールトン                   | 1839年             | 67,105             | 17,279             |                    |
| カンバーランド郡 Cumberland       | ポートランド                 | 1761年             | 303,069            | 2,164              |                    |
| フランクリン郡 Franklin           | ファーミントン               | 1838年             | 29,456             | 4,397              |                    |
| ハンコック郡 Hancock              | エルスワース                 | 1790年             | 55,478             | 4,112              |                    |
| ケネベック郡 Kennebec             | オーガスタ                   | 1799年             | 123,642            | 2,247              |                    |
| ノックス郡 Knox                   | ロックランド                 | 1860年             | 40,607             | 947                |                    |
| リンカーン郡 Lincoln              | ウィスカセット               | 1760年             | 35,237             | 1,181              |                    |
| オックスフォード郡 Oxford         | パリス                       | 1805年             | 57,777             | 5,382              |                    |
| ペノブスコット郡 Penobscot        | バンゴー                     | 1816年             | 152,199            | 8,795              |                    |
| ピスカタキス郡 Piscataquis        | ドーバー・フォックスクロフト | 1838年             | 16,800             | 10,272             |                    |
| サガダホク郡 Sagadahoc            | バス                         | 1854年             | 36,699             | 658                |                    |
| サマセット郡 Somerset             | スカウヒーガン               | 1809年             | 50,477             | 10,170             |                    |
| ウォルド郡 Waldo                  | ベルファスト                 | 1827年             | 39,607             | 1,890              |                    |
| ワシントン郡 Washington           | マチャイアス                 | 1790年             | 31,095             | 6,652              |                    |
| ヨーク郡 York                     | アルフレッド                 | 1652年             | 211,972            | 2,566              |                    |

## 郡名の歌
州内の多くの小学校では『メイン郡の歌』を教え、州内16郡の名称を覚える一助にしている。旋律は『ヤンキードゥードゥル』と同じである。幾つかのバージョンが存在する。